# Clubiona hundeshageni
Clubiona hundeshageni là một loài nhện trong họ Clubionidae.
Loài này thuộc chi Clubiona. Clubiona hundeshageni được Embrik Strand miêu tả năm 1907.